# Stilbops fuscipennis
Stilbops fuscipennis là một loài tò vò trong họ Ichneumonidae.